# Metro de Casablanca
El metro de Casablanca va ser un projecte de sistema de transport públic a Casablanca, Marroc. Esmentat durant més de trenta anys com a solució als problemes de transports de la capital econòmica, va ser aturat el juliol de 2014. A l 'espera de futurs desenvolupaments, les autoritats de la ciutat prefereixen desenvolupar la xarxa de tramvies (posada en marxa de la primera línia el desembre de 2012, hi ha altres línies actualment en construcció).

## Història del projecte

### Història
Casablanca i els seus 3 milions d'habitants s’enfronten des de fa molts anys a problemes relacionats amb el transport urbà. La idea d'un metro va començar a principis dels anys setanta. Aquest projecte es va presentar com la solució que solucionaria els problemes de trànsit de la ciutat, però va trigar a veure la llum del dia.
Als anys vuitanta i noranta, es van dur a terme molts estudis de viabilitat amb empreses estrangeres, un realitzat pels japonesos a principis dels vuitanta es va utilitzar com a base per a projectes de consorcis estrangers on es va constatar la presència d’empreses com Bouygues o Bombardier. El 1998, el diari L'Économiste relatava aquests projectes en un suggeridor article: " Metro fantasma de Casablanca ".
El 25 d'abril del 2001, encara que cap estudi no ha tingut èxit, la Comunitat Urbana de Casablanca (CUC) comunica el que anomena " estudis preliminars Cosa que no hauria costat res a la comunitat, ja que les despeses atribuïbles al CUC i a l'Estat haurien d'intervenir només després de l'elecció dels càrrecs electes. Els estudis han demostrat que no hi ha obstacles tècnics, cal triar entre les opcions que ofereixen les empreses i els consorcis, però els estudis no són prou precisos per poder llançar una licitació i l’aprofundiment del projecte escollit serà responsabilitat del CUC.
El febrer de 2004 es posa en marxa l'acord de la ciutat, en principi, per a un projecte de transport públic.
Cap d'aquests projectes no va tenir èxit, el Pla de desplaçament urbà, presentat l'11 de setembre del 2006, assenyala que el problema de la mobilitat dels habitants i el de la circulació són elements que limiten les possibilitats de desenvolupament. Anomenat " Casa 2010 », el projecte PDU cobreix les necessitats de la ciutat diversificant els tipus de transport ferroviari: una línia de metro de 15,5 km que inclou 10,3 km de metro, quatre línies de Tramvia de 76 km i una línia regional (RER) de 63 km.
Està previst que el conjunt estigui operatiu el 2030. No s’ha aconseguit el tancament econòmic i només dues línies de tramvia (35 km) són prioritàries.
A finals del 2007, Mohamed Sajid, president del municipi urbà de Casablanca, va precisar el projecte global que representa 160 km de ferrocarrils (tramvia, RER i metro) per 4,4 mil milions d'euros. La prioritat és el tramvia, la línia 1 s’hauria de posar en servei a finals de 2012. Per a la línia de metro, que s’anuncia que tindrà una longitud de 21 km amb 20 estacions per donar servei als barris densos del sud i del centre de la ciutat, la finalització dels estudis està prevista per al 2009.
El projecte global preveu la construcció d’una línia subterrània per a trens de gran via, del tipus RER, que doni servei a la ciutat en 7 estacions entre l’ estació Casa-Port i la futura estació Casa-Sud, prevista entre les estacions d'Ennassim i Facultés. i s'estén més enllà fins a l'estació de Mohammedia a l'est i l'aeroport de Mohammed V al sud. La connexió entre les dues línies serà a l'estació de Zerktouni, situada a la intersecció dels bulevards Zerktouni i Roudani.

#### Llista d’estacions
El pla de desplaçament urbà de Casablanca presenta un recorregut final de la línia, que comprèn 17 estacions, que permeten les connexions amb cadascuna de les 4 línies de tramvia previstes.

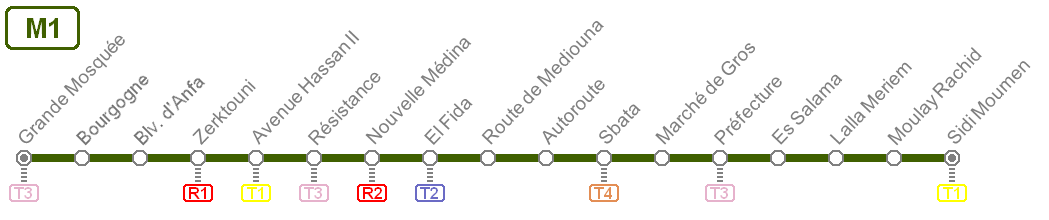
Mapa de la línia 1

#### Del projecte subterrani al projecte aeri
Finalment, no es va materialitzar cap acord financer per a un metro subterrani.
El setembre de 2013, l'alcalde és partidari d'un metro aeri de 15 km. El seu cost s'estima en uns vuit mil milions de dirhams i la seva posada en marxa estava prevista per al 2018.
El desembre de 2013, Thierry de Margerie, president d'Alstom Maroc, filial de l'empresa francesa Alstom, va anunciar que volia obtenir el contracte.
Els estudis topogràfics i geotècnics a punt de finalitzar van ser realitzats per les empreses Etafat i el laboratori LPEE. Els estudis previs al projecte s’han confiat a la filial RATP-SNCF Systra i a CID, una empresa marroquina. L'estudi d'impacte ambiental i social del projecte de metro va ser confiat per Casa Transport a la consultora franco-alemanya-marroquina Phénixa.
El febrer de 2014, el president de l'ajuntament Mohamed Sajid anuncia que s'han finalitzat els estudis tècnics i que les obres haurien d'iniciar-se el 2014.
El juliol de 2014, l'ajuntament abandona aquest projecte per manca de finançament, prioritzant les quatre línies de tramvia. La ciutat de Casablanca només va poder recollir 5.000 milions de dirhams de l'Estat, els seus socis i donants en lloc dels 8.000 milions necessaris.
El desembre de 2017, El ministre d'Indústria Moulay Hafid Elalamy anuncia que ha demanat a l'empresa xinesa BYD una proposta per a un monorail de 15 km. Sembla que l’anunci estava mal preparat.
El gener de 2019, el projecte d’un metro elevat, que utilitza tecnologia monorail, està ressorgint com a part del desenvolupament d’un nou pla de viatges urbans.